# Dactylospora purpurascens
Dactylospora purpurascens är en lavart som beskrevs av Triebel 1989. Dactylospora purpurascens ingår i släktet Dactylospora och familjen Dactylosporaceae.  Arten är reproducerande i Sverige. Inga underarter finns listade i Catalogue of Life.